# Обикновен свят
„Обикновен свят“ (на английски: Ordinary World) е трагикомедия от 2016 г., написан и режисиран от Лий Кърк, във филма участват Били Джо Армстронг (в първата му главна роля), Джуди Гриър, Селма Блеър, Мадисън Шипман, Далас Робъртс, Крис Месина, Фред Армисън, Брайън Баумгартнер и Кевин Кориган. Снимките започват през 2014 г. в Ню Йорк Сити. Филмът е пуснат на 14 октомври 2016 г.